# Taça Federação Portuguesa de Andebol

## Vencedores da Taça Federação Portuguesa de Andebol
| Época     |                      | Final     | Final             | Final |
| Época     | Vencedor             | Resultado | Finalista-Vencido |       |
| --------- | -------------------- | --------- | ----------------- | ----- |
| 1985/1986 | Caramão              |           |                   |       |
| 1986/1987 | Caramão              |           |                   |       |
| 1987/1988 | Académica de Coimbra |           |                   |       |
| 1988/1989 | SC Beira-Mar         |           |                   |       |
| 1989/1990 | Estrelas Avenida     |           |                   |       |
| 1990/1991 | AS Mamede            |           |                   |       |
| 1991/1992 | Almada AC            |           |                   |       |
| 1992/1993 | SL Benfica           | 16-13     | Boavista          |       |

## Títulos por Clube
- Caramão - 2
- Académica de Coimbra - 1
- SC Beira-Mar - 1
- Estrelas Avenida - 1
- AS Mamede - 1
- Almada AC - 1
- SL Benfica - 1